# Pseudognaphalium undulatum
Gnaphale ondulé, Cotonnière ondulée
Espèce
Pseudognaphalium undulatum, le Gnaphale ondulé ou Cotonnière ondulée, est une espèce de plantes à fleurs de la famille des Asteraceae (ou Composées) originaire d'Afrique et introduite en Europe où elle peut devenir envahissante.

## Synonymes
- Antennaria undulata (L.) R.Br.
- Gnaphalium undulatum L.
- Gnaphalium oligandrum
- Gnaphalium steudelii
- Helichrysum steudelii[1]
- Helichrysum decurrens Moench
- Helichrysum montosicola Gand.

## Description
- Plante herbacée annuelle, haute de 60 à 80 cm
- Tiges et feuilles, finement velues, blanc grisâtre
- Feuilles lancéolées à linéaires
- Inflorescence en panicules corymbes étalés.

## Répartition
Le Gnaphale ondulé est originaire d'Afrique du Sud, d'Angola et du Botswana. L'espèce a été introduite en Europe (France, Italie, Belgique) où elle peut devenir envahissante.

## Habitat
Collines herbeuses et terrains vagues jusqu'à une altitude de 200 m.

## Galerie

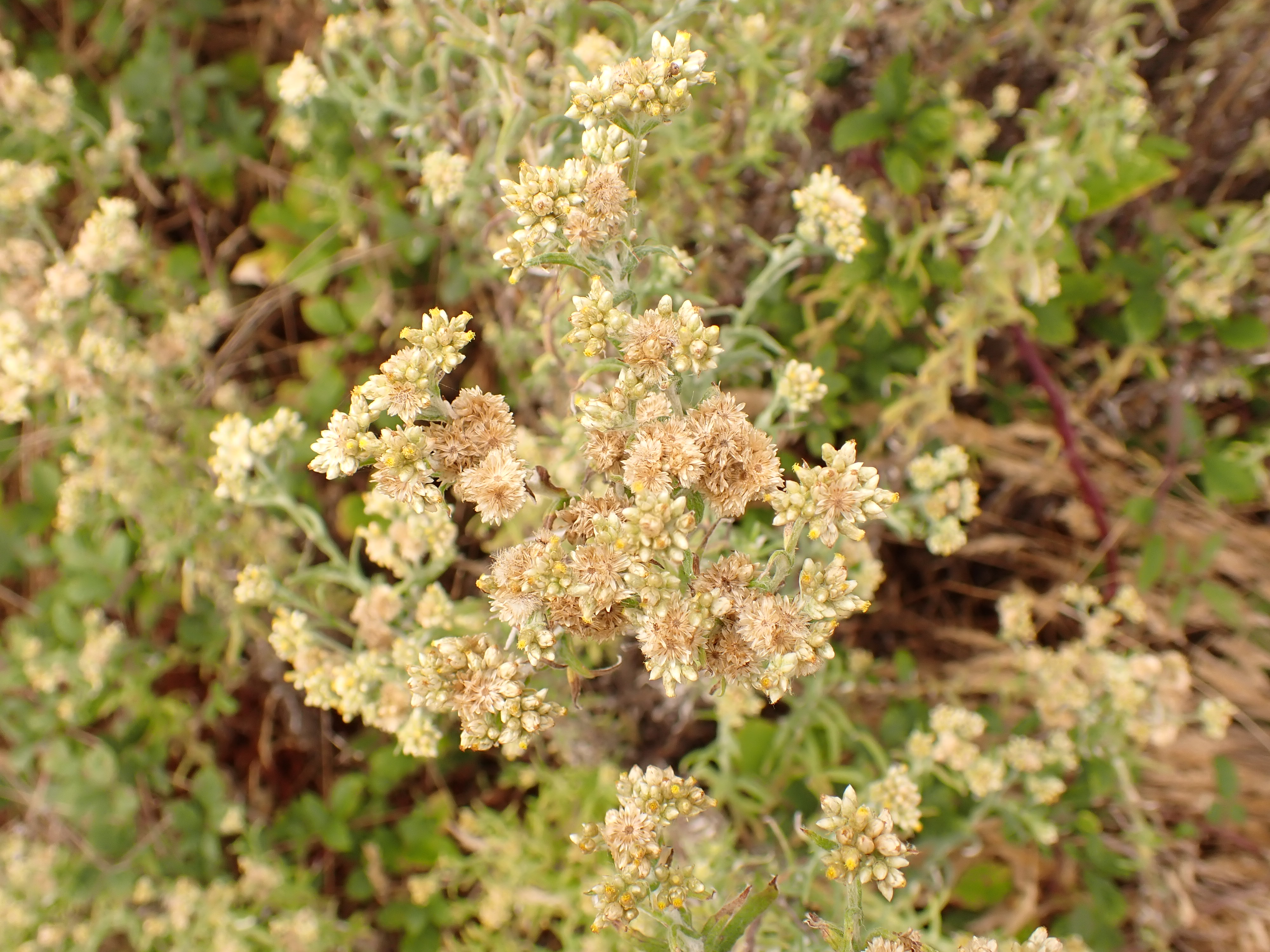
Inflorescence en corymbe de capitules.
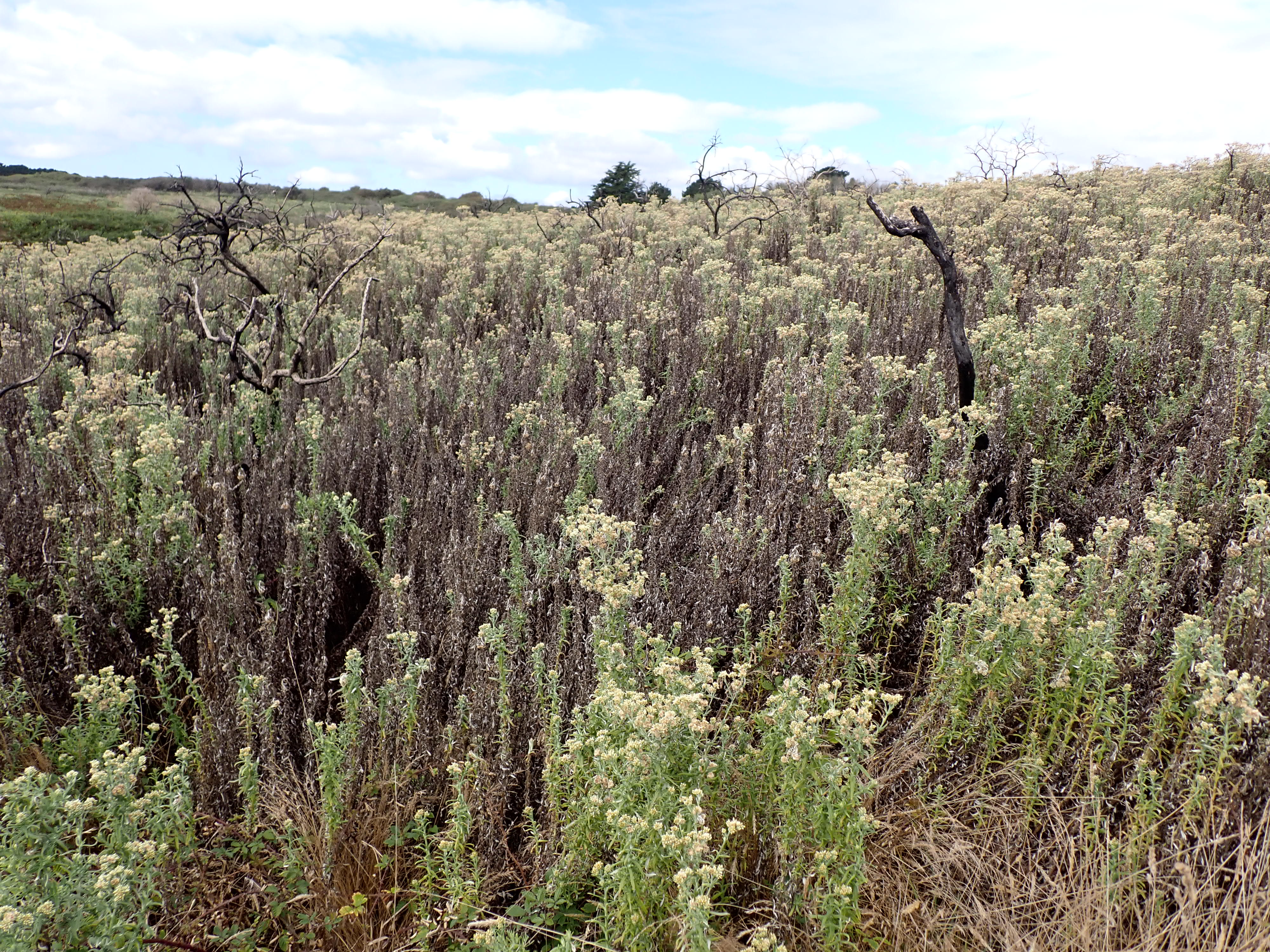
Pseudognaphalium undulatum à Belle-Île-en-Mer.
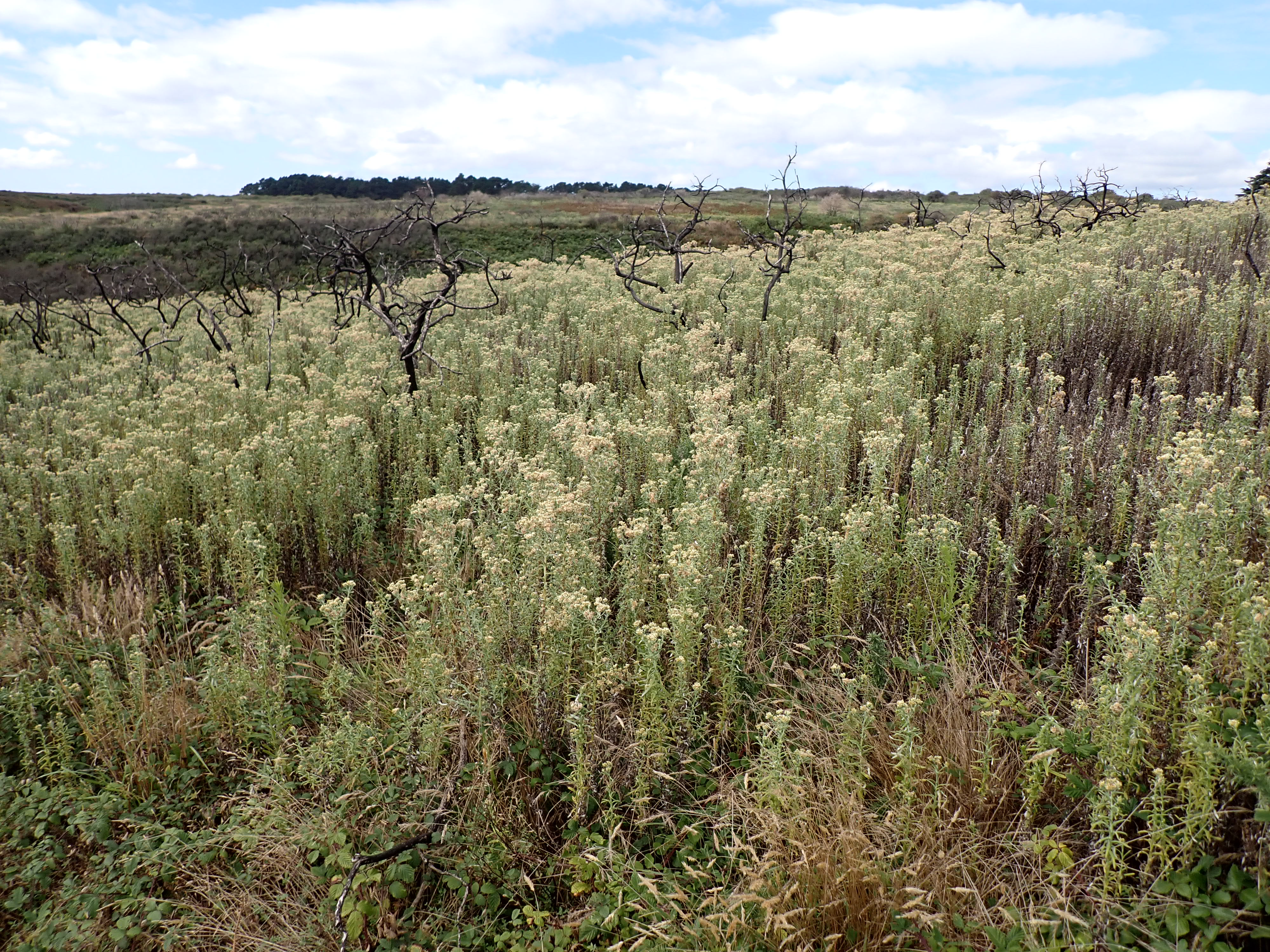
Peuplement dense de landes deux ans après un incendie.